# デカン・トラップ

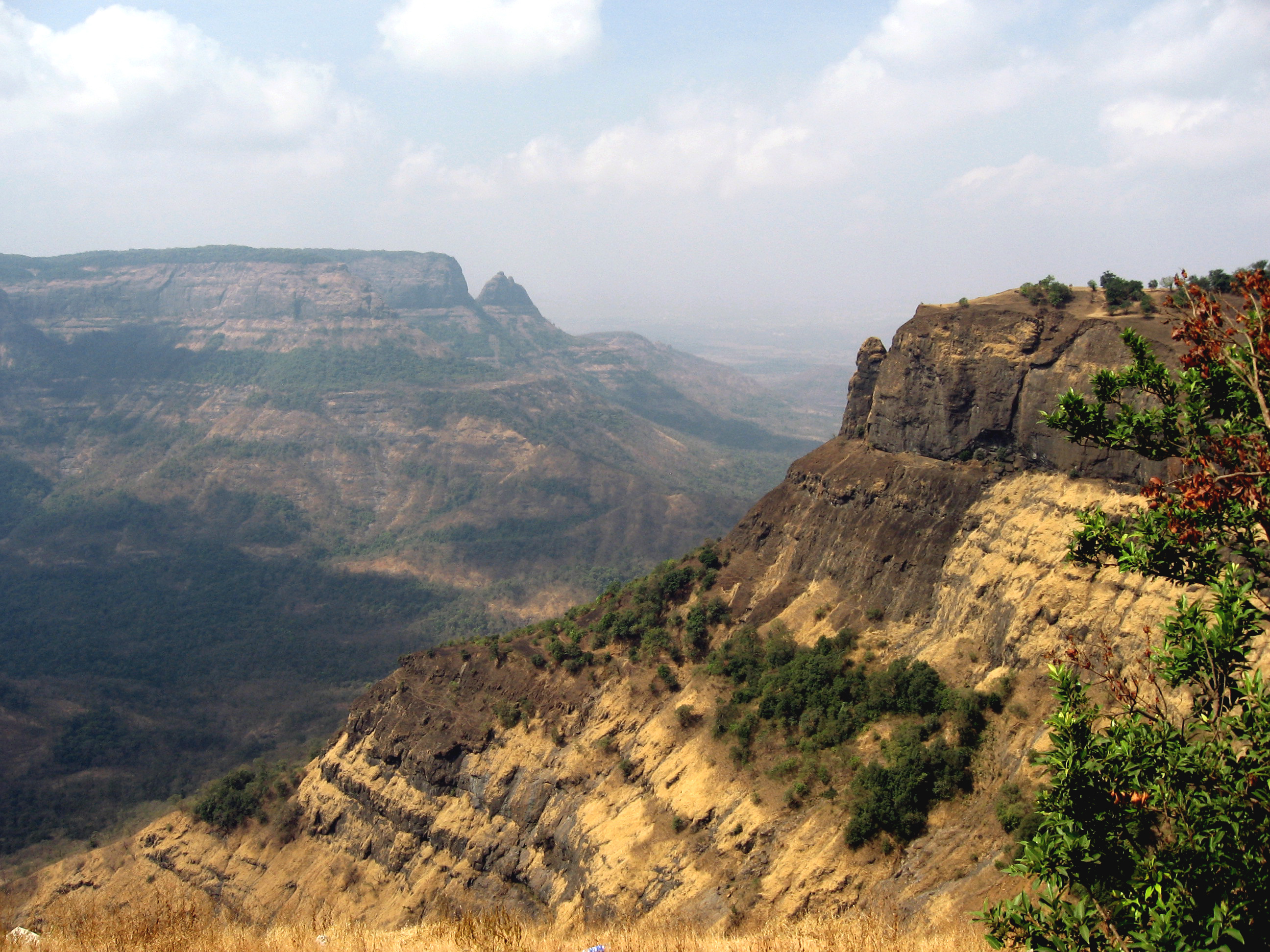
ムンバイ東方のデカン高原

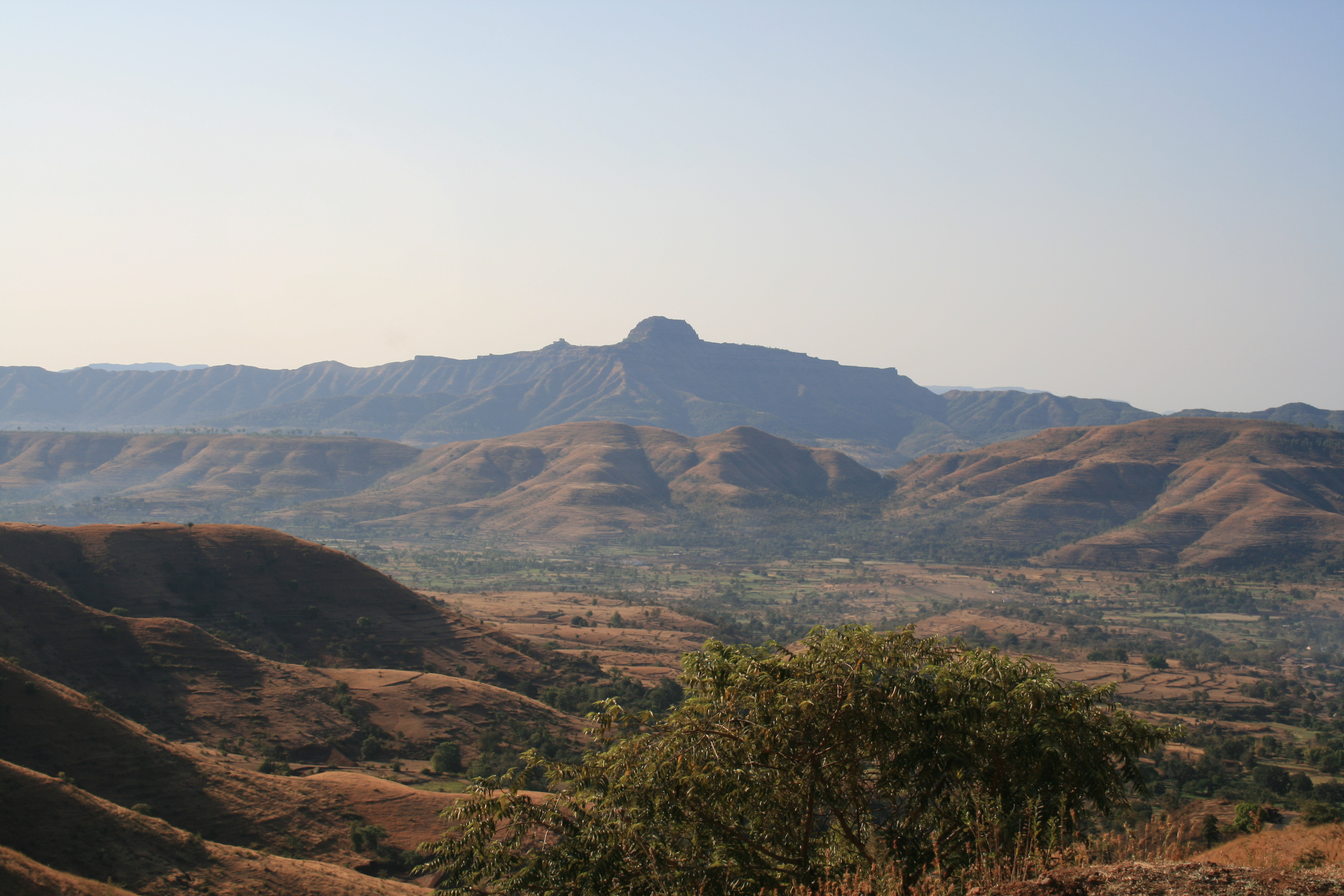
プネー付近のデカン・トラップの景観

デカン・トラップ (英: Deccan Traps) は、インドのデカン高原に分布する地球上でもっとも広大な火成活動の痕跡である。2,000メートル以上の厚さを有する洪水玄武岩の何枚もの層から成り、面積は50万平方キロメートル。「トラップ」とは階段を意味するスウェーデン語で、この地域の景観が階段状の丘を示すことに由来する。

## 地史
中生代白亜紀末から新生代第三紀初の6800万年前から6000万年前の間に何回かの噴火によって形成された。浸食と大陸移動により減少する前の面積は150万平方キロメートルにおよんだと推定される。この噴火の際に放出された大量の火山ガスと粉塵は、当時の地球において大規模な環境破壊をもたらしたと推測され、恐竜を滅ぼしたK-T境界の大量絶滅の原因ともされる一方、50万年間に8度の地球温暖化をもたらしたとする研究もある。

## 成因
アフリカプレートとインドプレートの分離を生じた海洋底拡大に伴い、インド洋レユニオン島のあたりでマントルプルームがホットスポットとして活動し、合計3万年に亘る玄武岩噴出を引き起こしたと推定される。インド亜大陸はその後北上しユーラシア大陸に衝突した。また、インド西海岸に隕石衝突によるシバ・クレーターが存在し、その形成年代はK-T境界に一致し、これがデカン・トラップの発生を促進したのではないかとする仮説も提唱されている
（とはいえ、今のところ地球科学界の合意としては、その地形的特徴は実際には衝突クレーターではありそうにないとされている）。